# Christiane Charette
Pour les articles homonymes, voir Charette.
Christiane Charette (née le 29 mars 1951 à Montréal) est une animatrice de radio et de télévision québécoise. 

## Biographie

### Formation et débuts
Fille de Raymond Charette, qui a fait carrière comme lecteur de nouvelles, annonceur et animateur à Radio-Canada, Christiane Charette naît à Montréal le 29 mars 1951.
En 1976, elle obtient un baccalauréat en histoire de l'art de l'Université de Montréal. De 1976 à 1979, elle travaille au Musée des beaux-arts de Montréal en tant que conservatrice adjointe au service de l'animation et ensuite chef du service de l'animation. 

### Carrière radiophonique et télévisuelle
Elle commence une carrière à la radio en 1981, entre autres pour Montréal Express (service d'information à la radio de Radio-Canada). Elle fait ensuite ses premières armes à la télévision comme chroniqueuse littéraire à Bon dimanche (au réseau TVA).
Surnommée « la dame en noir », elle ne porte que des tailleurs de cette teinte.
De 1991 à 1994, elle anime l'émission «En direct le matin» sur les ondes d'ICI Radio-Canada Première.
De 1995 à 2003, elle anime Christiane Charette en direct.
Le 4 septembre 2006, elle succède à Marie-France Bazzo à la barre de l’émission matinale de ICI Radio-Canada Première, du lundi au vendredi, de 9 heures à 11 heures 30. C'est un retour au bercail, puisqu'elle avait occupé cette même case horaire au début des années 1990.
Elle anime aussi l'émission Cabine C à la télévision sur les ondes de ARTV.
En mai 2011, elle annonce qu'elle mettra fin à son émission matinale à la Première Chaîne à la fin de la saison, le 3 juin 2011. Aux saisons printemps-été de 2013, 2014 et 2015, elle a animé l'émission « 125, Marie-Anne », à Télé-Québec. Le diffuseur annonce le retrait de l'émission en décembre 2015.
Elle est périodiquement invitée d'honneur à l'émission humoristique La soirée est (encore) jeune sur les ondes de ICI Radio-Canada Première.

## Prix et distinctions
- Elle obtient, pour l'émission Christiane Charette en direct (à la télévision de Radio-Canada pendant neuf ans), 15 prix Gémeaux et trois MetroStars[6]